# Майстер, Рудольф
Рудольф Майстер (словен. Rudolf Maister; 29 марта 1874, Камник, Австро-Венгрия — 26 июля 1934, Ракек, Югославия) — словенский генерал, поэт, активный участник освободительной борьбы словенцев против Австрийской республики.

## Биография

### Юность и армейская карьера
Рудольф Майстер родился 29 марта 1874 года в городе Камник (герцогство Крайна, Австро-Венгерская империя) в семье Франьо и Франчишки Майстер, урождённой Томшич. Отец Рудольфа умер, когда мальчику было 13 лет. Майстер-младший посещал начальную школу в Менгеше, затем гимназию в Кране и в 1890 году с отличием закончил её. По совету дяди юноша выбрал военную карьеру: он поступил в кадетское училище и после его окончания начал службу в пехотном полку в Клагенфурте. В 1895 году Майстер получил звание поручика, а в 1907-м — капитана.
За годы, предшествовавшие Первой мировой войне, Майстер проходил службу в разных городах Австро-Венгрии: Любляна, Грац, Пшемысль, Брук-ан-дер-Лайта. В 1911 году на учениях он тяжело заболел туберкулёзом; Майстер лечился в Далмации и Египте, выздоровел, но из-за последствий болезни во время войны его не направляли во фронтовые части. С 1914 по 1918 год Майстер служил в Мариборе и Граце, конец войны он встретил в Мариборе, будучи майором 26-го полка императорского и королевского ландвера.

### Распад Австро-Венгрии и австро-словенский вооружённый конфликт[Комм 1]
К осени 1918 года стала очевидной не только перспектива поражения Центральных держав, но и неизбежность распада Австро-Венгерской империи. Дезинтеграция Австро-Венгрии началась ещё до того, как империя, де-факто уже не существовавшая как единое государство, подписала перемирие с Антантой (3 ноября 1918 года). 17 октября парламент Венгрии расторг унию с Австрией и провозгласил независимость страны, 28 октября образовалась Чехословакия, а 6 ноября в Кракове было объявлено о воссоздании Польши. 29 октября представители южнославянских народов бывшей империи заявили о готовности взять в свои руки всю полноту власти в регионе, и в тот же день было образовано Государство словенцев, хорватов и сербов (ГСХС). Новое государство занимало территорию, где большинство составляли славяне; на севере оно претендовало на районы Штирии и Каринтии, населённые как словенцами, так и австрийскими немцами. Именно там располагался Марибор, тогда — Марбург-ан-дер-Драу.
30 октября 1918 года муниципальный совет Марибора объявил о том, что город является частью Австрийской республики. Майстер отказался подчиниться этому приказу. Действуя от имени Государства словенцев, хорватов и сербов, он сформировал несколько отрядов из 4000 словенских добровольцев. Их стали называть «бойцами Майстера» (словен. Maistrovi borci). Ночью 23 ноября Майстер с помощью своих солдат захватил власть в Мариборе и заявил о его вхождении в состав ГСХС. В ответ Народное вече Государства словенцев, хорватов и сербов присвоило Майстеру звание генерала. Позже, при объединении ГСХС с Сербией (1 декабря 1918 года), производство в генеральский чин подтвердило правительство в Белграде.
23 ноября Майстер разоружил и распустил немецкие отряды самообороны (нем. Schutzwehr), которые проавстрийская бюрократия рассчитывала использовать против словенцев. Укрепившись в Мариборе, он начал наступление на север и северо-запад, в долину Дравы. 25 ноября Майстер захватил Шпильфельд, а 27-го подписал соглашение с представителем австрийского командования в Граце полковником Рудольфом Пасси. По условиям договора бойцы Майстера без боя заняли Бад-Радкерсбург, Лойчах, Радле и Муту. Солдаты поручика Франьо Малгая взяли под контроль Фёлькермаркт и Блайбург, позднее сам Майстер захватил Дравоград. Переговоры Майстера и Пасси не были санкционированы ни Национальным советом в Любляне, ни администрацией Штирии и Каринтии, однако они вынужденно смирились с существующим положением вещей.

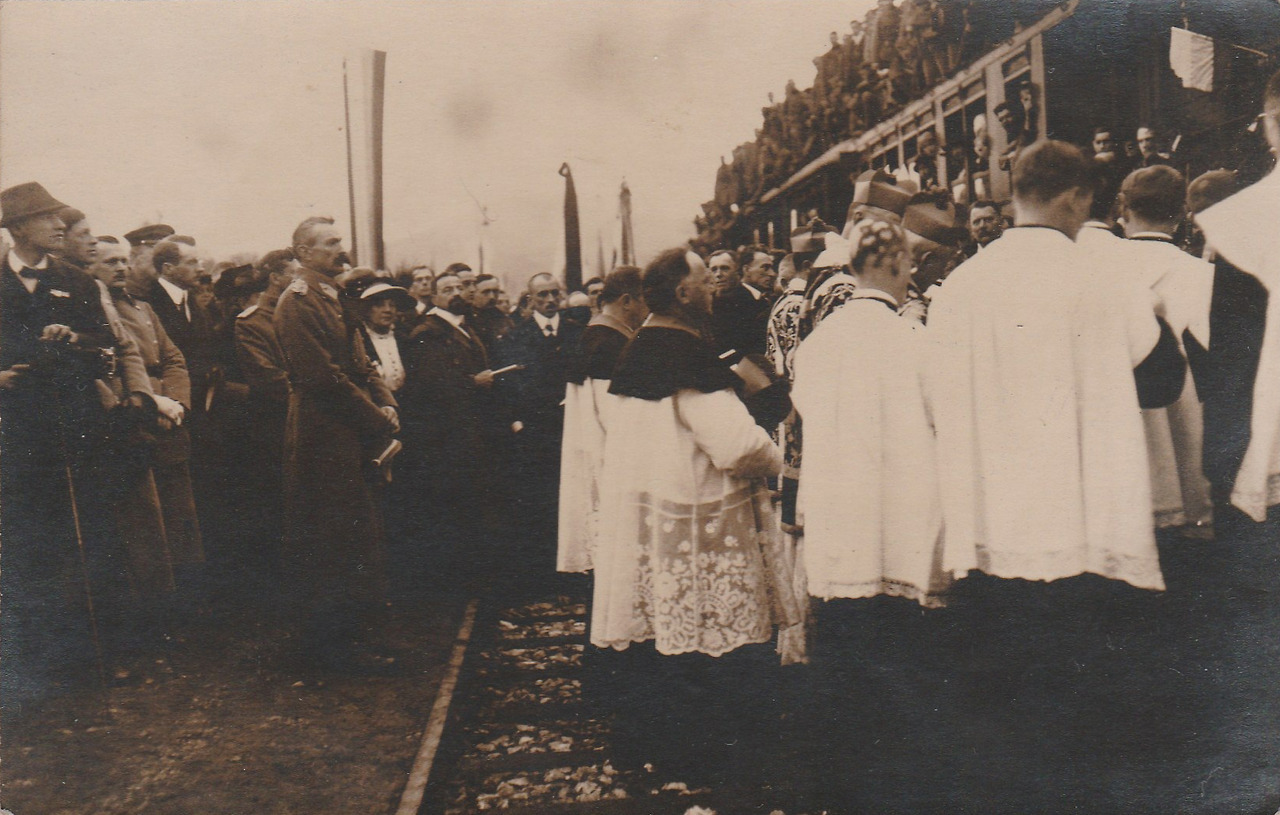
Майстер (слева) выступает перед солдатами на железнодорожном вокзале Марибора (27 апреля 1919)

В январе 1919 года в Каринтии начала работу так называемая миссия Кулиджа — группа офицеров и учёных из США, призванная помочь заключить мир с Австрийской республикой в соответствии с 10-м пунктом Вильсона. 27 января в Марибор в качестве делегата миссии приехал полковник Шерман Майлз. Немецкоязычные жители встретили его появление массовой демонстрацией (до 10 000 человек), требуя устроить плебисцит по вопросу государственной принадлежности, наподобие того, что будет проведён в Каринтии в следующем году. Митингующие собрались на главной площади города; ратушу охраняли 20 бойцов Майстера во главе с самим генералом. В какой-то момент солдаты начали стрелять в толпу, 13 человек было убито, 60 ранено, остальные разбежались. Согласно австрийским источникам, Майстер приказал стрелять в мирных демонстрантов без всякого повода; по свидетельству словенских очевидцев, кто-то открыл по солдатам огонь из револьвера, спровоцировав ответную реакцию. Эти события известны как Кровавое воскресенье в Марбурге. Австрийские войска развернули наступление на юг и отвоевали несколько городов до того, как 13 февраля стороны вновь заключили перемирие.
Сен-Жерменский договор между Австрией и Антантой определил австро-югославскую границу примерно по линии февральского перемирия, несмотря на то, что боевые действия продолжались вплоть до июня (австрийцы смогли вернуть себе Дравоград, а в ответном наступлении корпус сербских войск и бойцы Майстера взяли Клагенфурт). Марибор и большинство городов, занятых бойцами Майстера к февралю, не попали в зону плебисцита и отошли к Югославии. С тех пор граница между Австрией и Югославией, а позднее между Австрией и Словенией, не менялась.

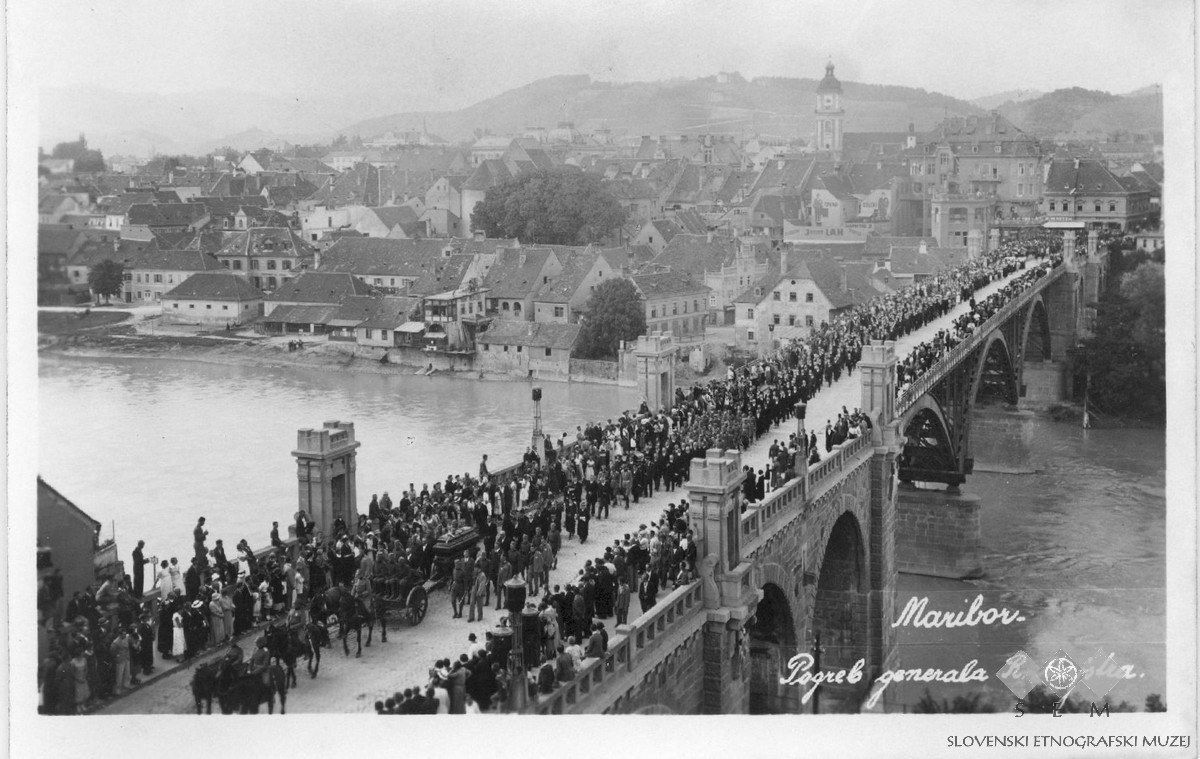
Похороны Рудольфа Майстера (28 июля 1934)

### Поздние годы
После войны Майстер командовал югославскими войсками в Мариборе, в 1921-23 годах он был представителем Югославии в итало-югославской комиссии по разграничению. В 1923 году Майстер подал в отставку и оставил службу. Теперь большую часть времени он проводил в семейном поместье недалеко от города Ракек (Внутренняя Крайна). Скончался генерал 26 июля 1934 года, его похороны, на которые съехались люди со всей Словении, состоялись в Мариборе два дня спустя.

## Вне военной службы
В Словении Майстер известен не только как офицер и политический деятель, но также как поэт и художник-самоучка. В 1904 году под псевдонимом Воянов (словен. Vojanov) он опубликовал первый сборник стихов («Poezije», на словенском языке), а вторая книга («Kitica mojih») вышла в 1929 году, когда генерал был уже в отставке. Увлечение литературой началось с юности: в 1890-х годах Майстер входил в словенское поэтическое объединение «Содружество», где познакомился с поэтами-модернистами Иваном Цанкаром, Драготином Кетте, Йосипом Мурном и Отоном Жупанчичем.
Кроме того, Рудольф Майстер всю жизнь оставался библиофилом, к концу жизни его собрание книг превратилось в одну из самых больших частных библиотек Словении (более 6000 томов). В 1998 году наследники генерала Майстера передали его библиотеку университету Марибора.

## Семья и дети

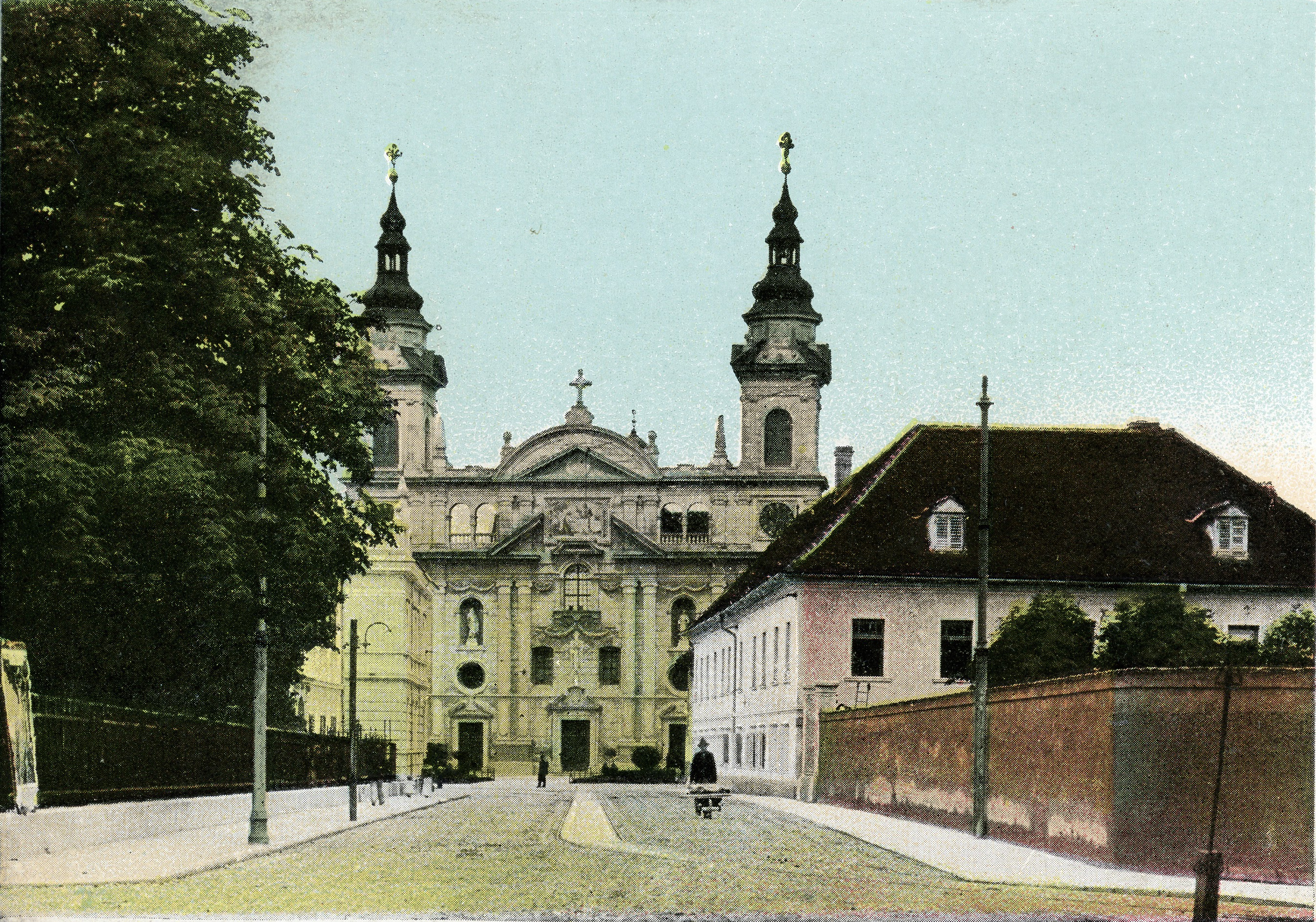
Приходская церковь святого Петра в 1918 году

В 1905 году Рудольф Майстер женился на Марии Стергар (1885—1938), дочери военного врача из Любляны. Их свадьба состоялась 14 марта в люблянской церкви святого Петра. У четы Майстер родились двое сыновей: Хрвое (1905—1982) и Борут (1908—1984), впоследствии они оба были офицерами запаса югославской армии. Во время Второй мировой войны братья побывали узниками немецких концлагерей, причём связанный с четниками Хрвое Майстер был арестован гестапо и отправлен в Бухенвальд. После капитуляции Германии Борут вернулся в Марибор, а старший брат долгое время жил в Австрии и во Франции.

## Память

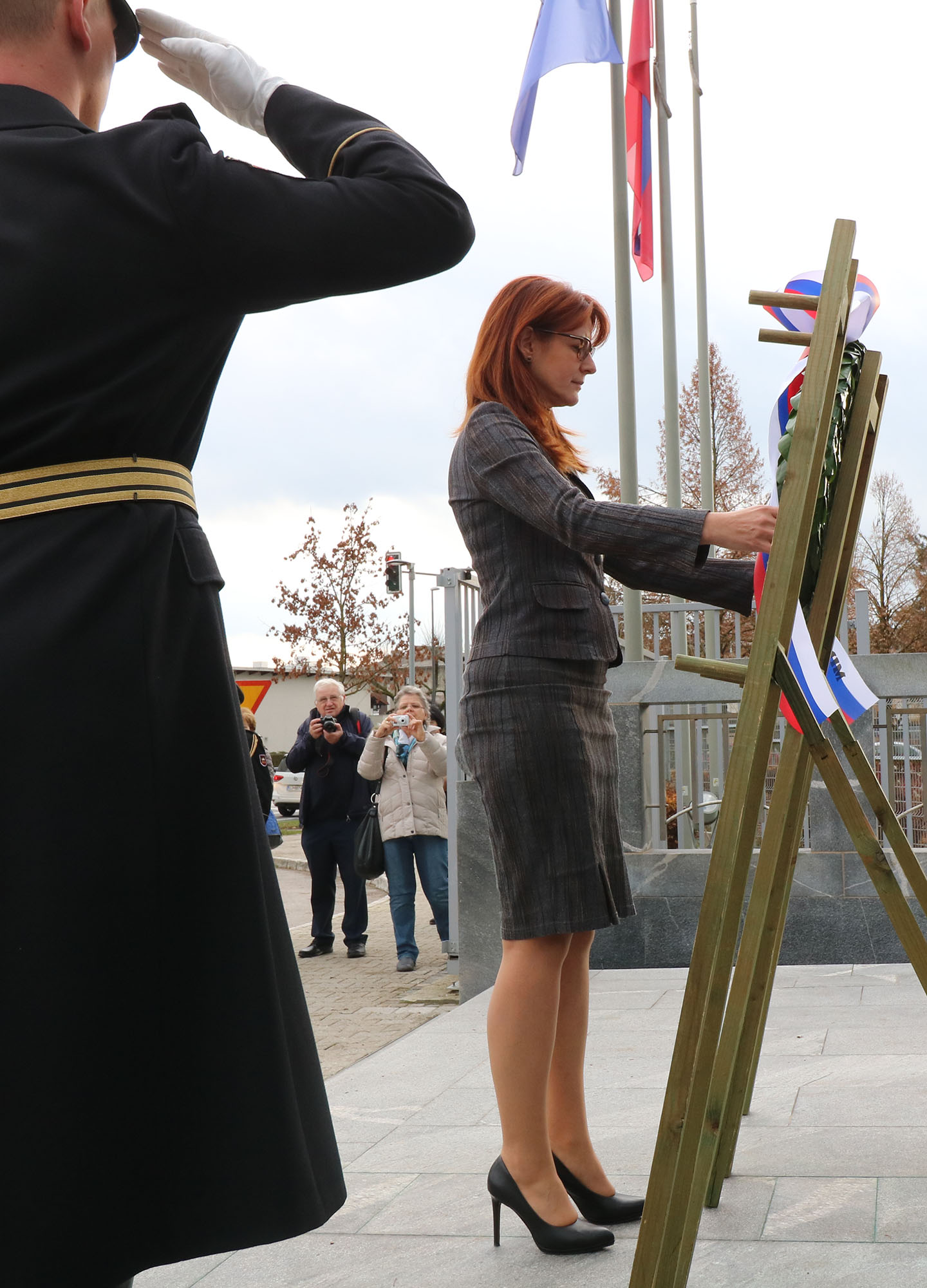
Министр обороны Словении Андреа Катич на торжественной церемонии в день Рудольфа Майстера (2016)

В крупнейших городах Словении (Любляна, Марибор, Крань, Целе) есть улицы и площади Рудольфа Майстера, во многих городах ему установлены памятники и бюсты. В Любляне находятся две конные статуи Рудольфа Майстера: на площади Фронта освобождения (1999, скульптор Яков Брдар) и у здания министерства обороны (2000, Боштьян Путрих). В 1997 году в Любляне появилось Общество генерала Майстера, впоследствии по всей стране возникло ещё несколько похожих организаций, и в 2005 году для координации их работы была образована Ассоциация обществ генерала Майстера, объединяющая более 20 членов. В 2007 году по заказу одного из таких обществ в Любно-об-Савини был создан мемориальный парк генерала Майстера и солдат северной границы, объединивший скульптурные работы и различные формы ландшафтного дизайна.
В 2005 году правительство Словении учредило новый национальный праздник — день Рудольфа Майстера, который отмечается ежегодно 23 ноября. Именно в этот день Майстер и его добровольцы захватили власть в Мариборе, ныне втором по величине городе Словении, и не дали ему присоединиться к Австрийской республике. Таким образом, Рудольф Майстер является одним из трёх словенцев (вместе с поэтом Франце Прешерном и гуманистом Приможем Трубаром), чья память в независимой Словении сохраняется в форме государственного праздника.

Сегодня мы отмечаем праздник Рудольфа Майстера, одного из величайших словенцев всех времён. Без Майстера и его работы история Словения сложилась бы совсем по-другому… Генерал Майстер заслуживает почестей, уважения и благодарности за то, что смог удержать Марибор, словенскую часть Штирии, Прекмурье и часть Каринтии в словенских границах… Благодаря командованию словенской национальной армией после распада Австро-Венгерской империи и борьбе за северную границу его будут помнить и ценить как одного из величайших героев нации в XX веке.
— Аленка Братушек, премьер-министр Словении в 2013—2014 годах, приветственный адрес ко дню Рудольфа Майстера (2013)
Оригинальный текст (англ.)Today we celebrate the memory of Rudolf Maister, one of the greatest Slovenians of all times. Without Rudolf Maister and his work the history of Slovenia would be completely different… General Maister deserves honour, tribute and thanks for preserving Maribor, the Slovenian part of Styria, Prekmurje and a part of Carinthia within the Slovenian national borders… His leadership of the Slovenian national army after the collapse of the Austro-Hungarian Empire and his fight for Slovenia's northern border in 1918-1920 are the acts by which he should be remembered and which certainly rank him as one of our nation's greatest heroes of the 20th century.

## Галерея

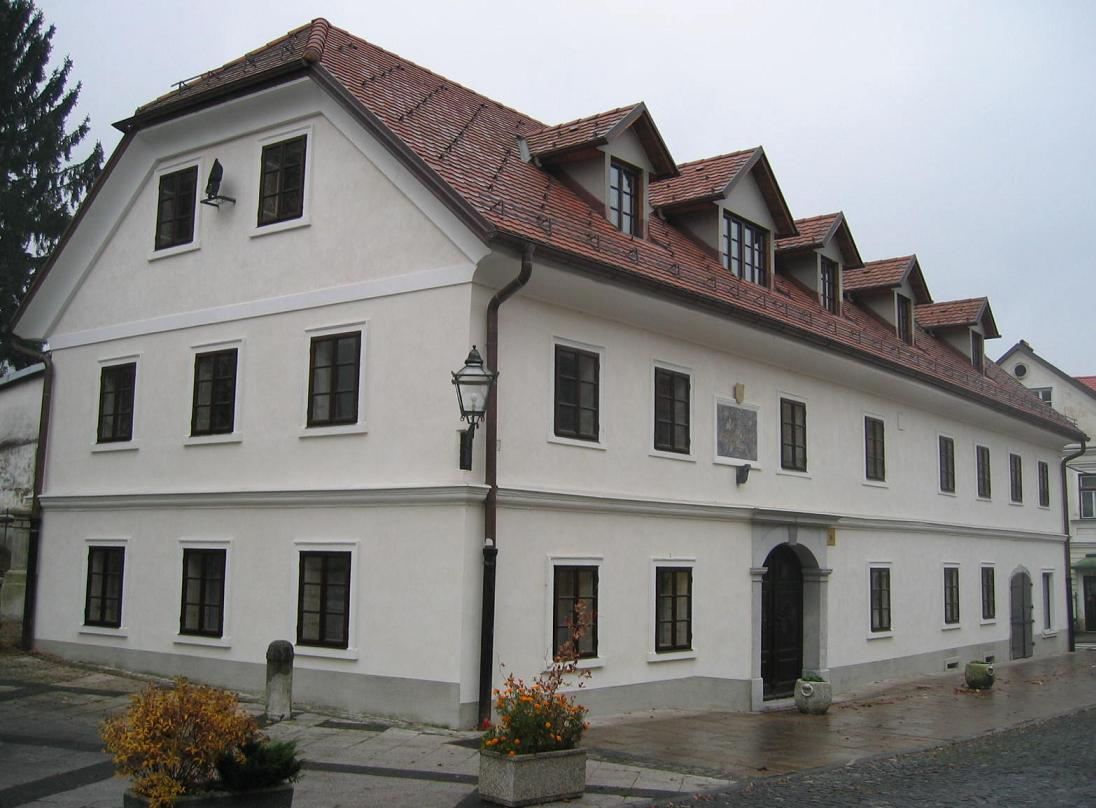
Дом, где родился Рудольф Майстер (Камник)
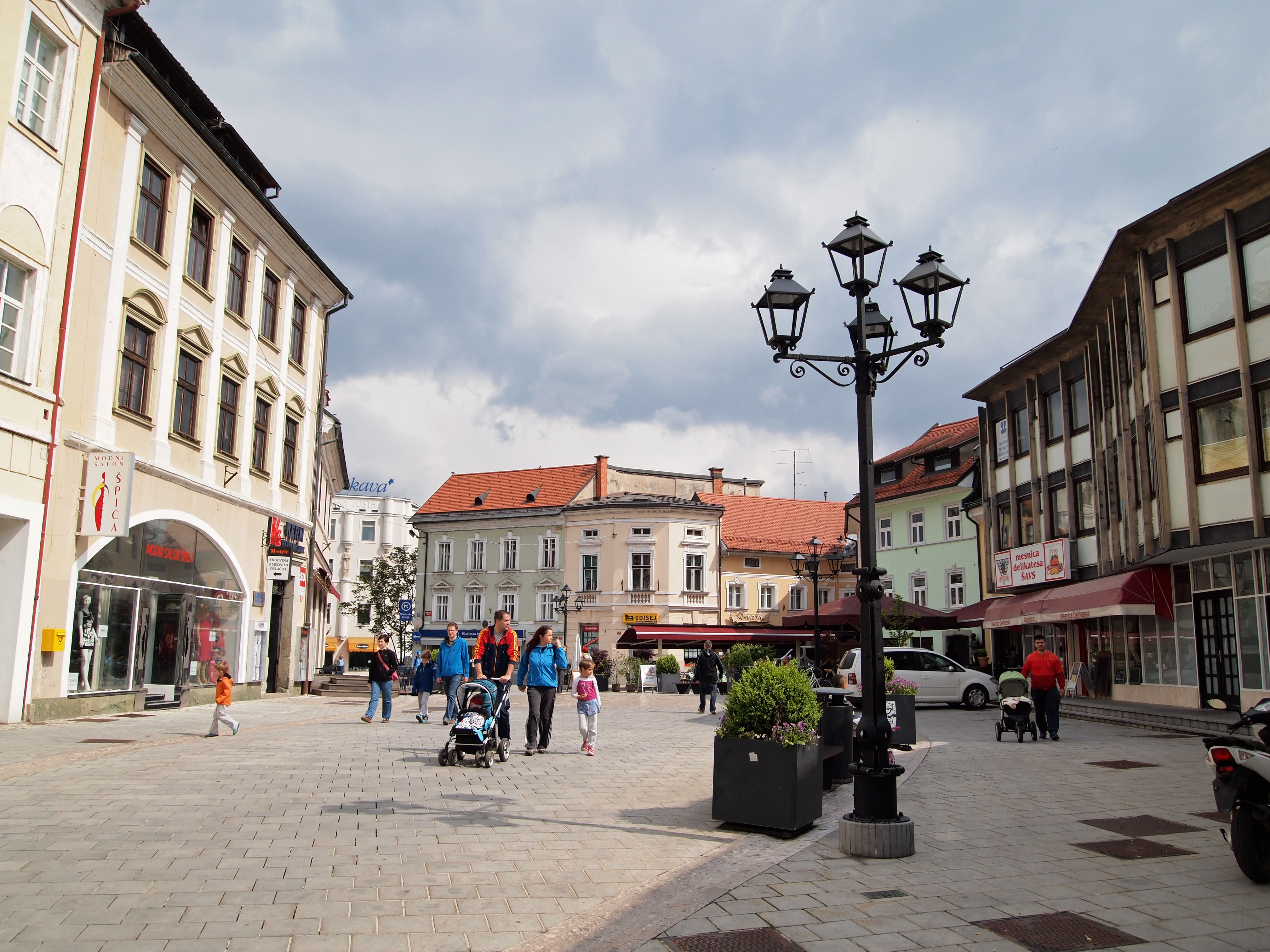
Площадь Майстера (Крань)
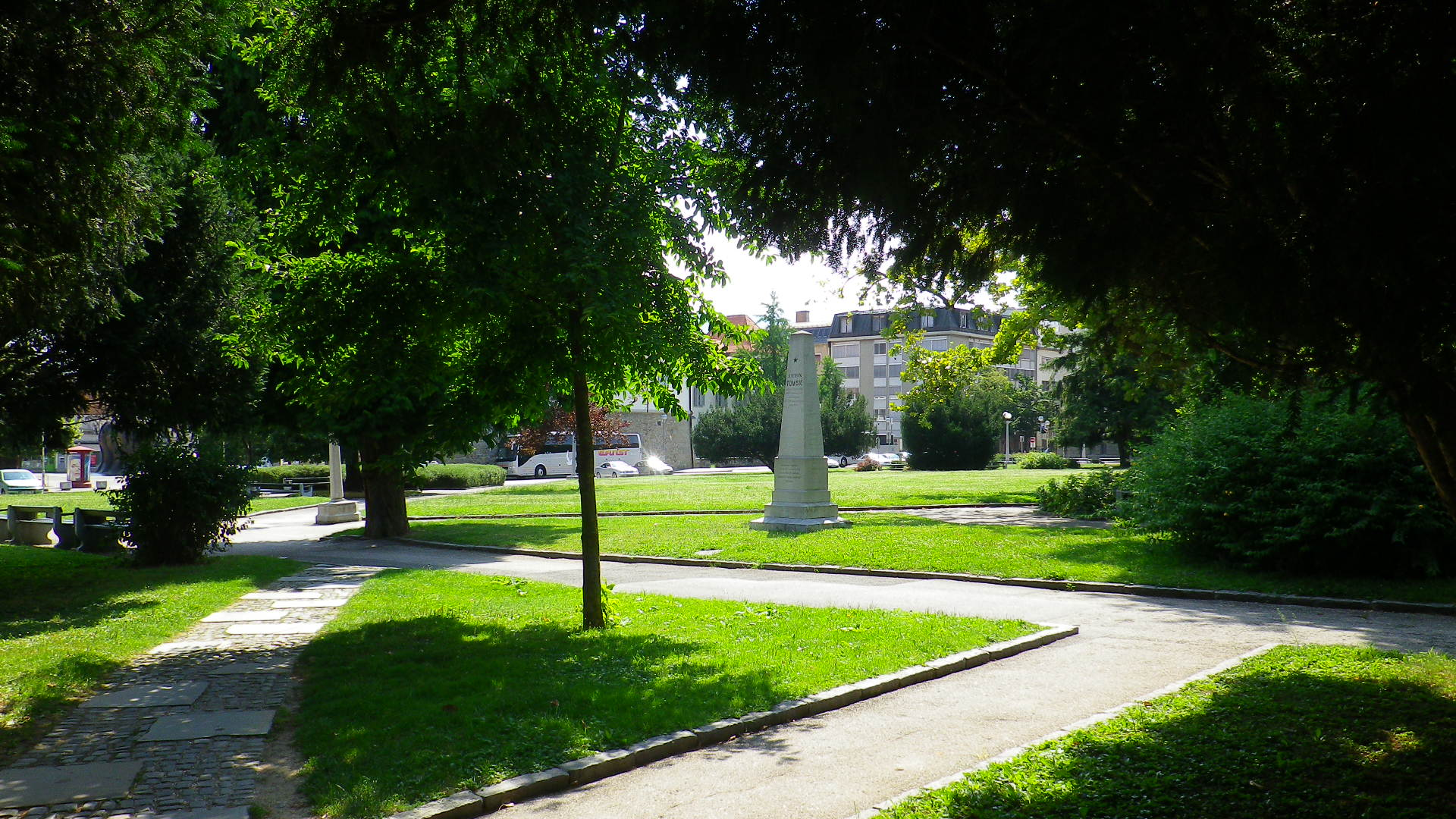
Площадь генерала Майстера (Марибор)
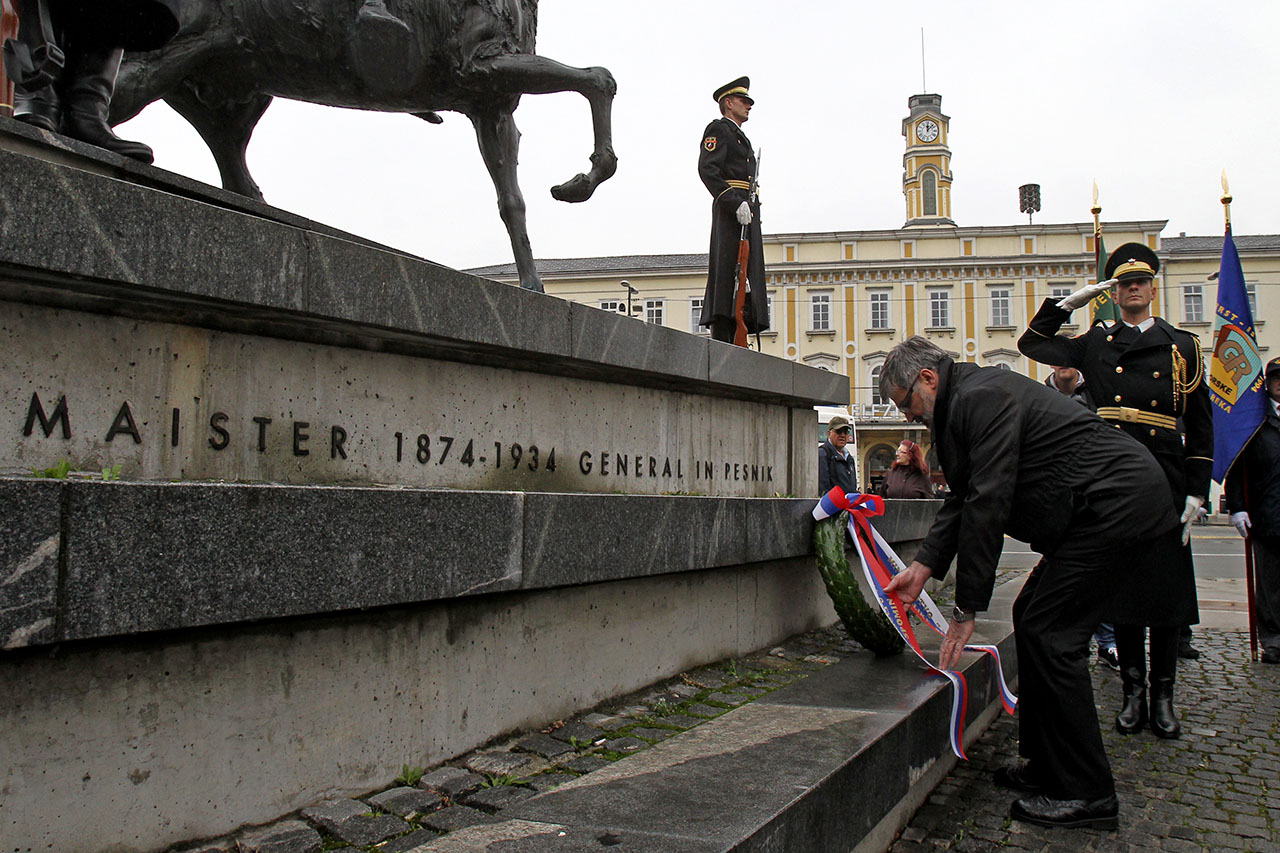
Делегация министерства обороны Словении у памятника Рудольфу Майстеру (Любляна, 2013)
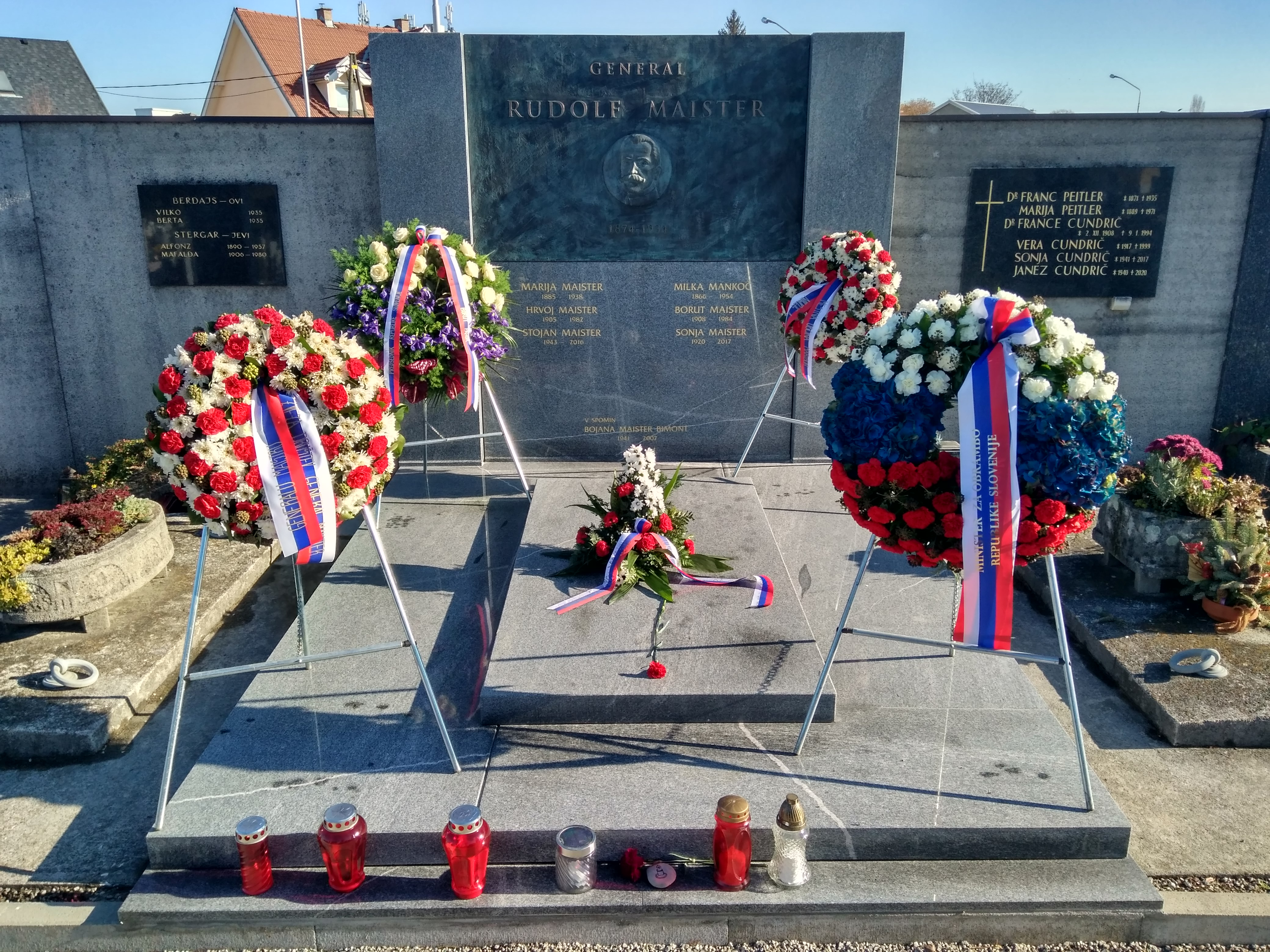
Могила генерала Майстера (Марибор, 2021)

## Комментарии
1. ↑  В Словении этот конфликт известен как Война за северную границу (словен. Boj za severno mejo), в Австрии — как Каринтийская оборона (нем. Kärntner Abwehrkampf).
2. ↑  Во времена Австро-Венгрии Марибор был преимущественно немецким городом. Согласно переписи 1910 года, немцы составляли примерно 80% жителей, словенцы — 15%. В то же время население прилегающих деревень и городов помельче было почти полностью словенским.